# Траханиот, Юрий Дмитриевич
Траханиот, Юрий Дмитриевич (по прозвищу Малый; 2-я пол. XV — 1-я четв. XVI в.) — придворный и дипломат на службе у Великих князей Московских Ивана III и его сына Василия III, возможно, переводчик.
Сын видного дипломата и публициста Дмитрия Мануиловича Траханиота, и племянник также видного дипломата Юрия Мануиловича, для исключения путаницы между двумя Юриями, дядю называют «Старый», а племянника «Малый». Австрийский дипломат в Москве Сигизмунд фон Герберштейн характеризовал его как очень учёного и искусного человека. Траханиоты находились на службе Андрея Палеолога, племянника последнего Византийского императора и сына морейского деспота Фомы, который нашёл прибежище в Италии и пользовался покровительством Римского папы. Траханиоты были православными униатами. Они прибыли в Москву в связи с браком сестры Андрея Софьи Палеолог в составе её свиты в 1472 году. Следующий упоминание в источниках Юрия Малого встречается в 1484 году, когда на обеде по поводу назначения Геннадия в архиепископы Новгородские. В 1493 году, когда он участвовал в приёме Михаила Снупса. Трахониот участвовал во многих дипломатических переговорах — с Османской империей, Империей, Тевтонским орденом. Состоял в придворных должностях постельничего, печатника (хранитель печати) и казначея. В 1517 году он участвовал в расследовании об измене Василия Шемячича. В 1521 году расследовал побег князя Ивана Ивановича Рязанского. Согласно сообщению Герберштейна он пытался выдать свою дочь замуж за Василия III. По С. Герберштейну, был отстранён от всех должностей за поддержку мысли о некорректности русских богослужебных книг. В 1523 году опала прошла и он был назначен на другую должность. В русских источниках имя Юрия Малого исчезает после 1522 года.
Возможно Юрий, Малый участвовал в литературной деятельности, инициируемой новгородским архиепископом Геннадием. Собственно активное участие в этом деле принимал отец Юрия, Дмитрий. Но сохранилась его записка Геннадию с извинениями, что работа идёт медленно, потому что он ждёт перевода, который должен сделать Юрий, который очень загружен государственной службой. Существуют разные мнения, какой из Юриев — Старый (брат Дмитрия) или Малый (его сын) — имеются в виду.